# Kaštel v Divince
Kaštel v Divince (Szunyoghovský kaštel) je renesanční stavba v obci Divinka, okres Žilina, zapsána do seznamu národních kulturních památek.
Kaštel byl vybudován někdy v 16. století. V roce 1723 ho dal Mikuláš Suňog s manželkou Barbarou Kadašovou částečně upravit, přičemž přistavěli nové severní křídlo. V kostele později pobýval jejich syn František a jeho potomci. 
V dnešní podobě má stavba podobu dvoupodlažní dvoukřídlé budovy s půdorysem ve tvaru písmene L. Na nárožích starší části objektu jsou kulaté arkýře dosedací do zdi mušlovým ornamentem. Okna mají zachována renesanční kamenné ostění a na fasádě ještě dnes lze vidět zbytky horizontálních sgrafitových pásů. Do budovy se vstupuje portálem s kamennou šambránou. Nad portálem byl původně kamenný reliéf dvojerbu (suňogovský a kadassovský) s nápisem a letopočtem 1723, kdy byla provedena přestavba. Lombardini uvádí znění nápisu:  Spec. Ac G.D. Nicoalus Szunyogh de Jeszenicze et Divinka S.C.R.M. et T. sep.viral.assor. cum S.D. Barbara Kadass de Tassnad Con. Sua a fund. Prop.exp. erigi cur.haer. et successoribus sius A.D. 1723. Čili - Vážený a urozený pan Mikuláš Suňog z Jasenice a Divinky, přísedící nejsvětějšího císařského a královského Veličenstva a sedmipanské tabule s urozenou paní Barbarou Kadašovou z Tšanádu, svou manželkou, od základů na vlastní náklady dali postavit dědicem a svým potomkům roku Páně 1723. Nápisové tabule z erbů byla v druhé polovině 20. století kvůli rekonstrukci odstraněna a umístěna na neznámé místo.
Místnosti přízemí jsou klenuty křížovou hřebínkovou a valenou klenbou s lunetou. Na patře jsou podobné klenby kromě hlavní místnosti, která má dřevěný trámový strop. V osmdesátých letech 20. století prošel kaštel rekonstrukcí a budovu využívalo muzeum a knihovna. Dnes stavba chátrá, i když střecha byla v letech 2007–2008 opravena - dřevěný krov byl zakonzervován a pokryt novou šindelovou krytinou. K objektu patří menší oplocený pozemek.